# 何塞·卡雷拉斯
乔塞普·馬里亞·卡雷拉斯-科爾（發音:[ʒuˈzɛp kəˈreɾəs]，1946年12月5日—），通常被称为何塞·卡雷拉斯（西班牙語：José Carreras），是西班牙歌唱家，20世紀後半葉的世界三大男高音之一，是演繹威爾第和普契尼作品中男高音角色的權威之一。
他的嗓音温暖优美，特别是在中音区，同时他对表演充满激情，使他成为意大利浪漫主义和真实主义歌剧曲目的杰出诠释者。跟随哈梅·阿拉加尔的脚步，他师从哈梅·弗朗西斯科·普伊格学习声乐。

## 簡歷
卡雷拉斯出生於加泰隆尼亞的巴塞隆納，自幼便開始展現自己的音樂天賦。他的首次公開表演便是在八歲那年，在西班牙國立電台演唱著名詠嘆調《善變的女人》。十一歲那年，卡雷拉斯便在利塞奥大剧院擔任童聲高音，曾出演《波希米亞人》第二幕中的小頑童和法雅所作的《彼得羅先生的木偶戲》中的旁白。
其後卡氏入讀利塞奥高等音樂學院，並在自己畢業後於利塞奥大劇院的首演，擔任《諾爾瑪》中的男主角。他的首演獲得了和他同場獻藝的當紅女高音蒙特賽拉特·卡芭葉的垂青。卡芭葉隨後邀請卡雷拉斯主唱多尼采蒂的《魯克蕾齊亞·波吉亞》（Lucrezia Borgia），這個機會成為卡雷拉斯事業上的首個突破。
24歲那年，卡雷拉斯首次在倫敦登台，與卡芭葉同台在一場《瑪麗亞·斯圖亞達》的歌劇音樂會中演唱。此後，他們兩人在共同主唱過超過15部歌劇。
1972年，卡雷拉斯第一次在美國演出，劇目為《蝴蝶夫人》。1974年，卡氏分別在歐洲幾大歌劇院的排演劇目中首次登台主唱，包括維也納國立歌劇院的《弄臣》、倫敦皇家歌劇院的《茶花女》和紐約大都會歌劇院的《托斯卡》。次年，他在米蘭斯卡拉大劇院首次亮相，主唱了《化妆舞会》。此時28歲的卡雷拉斯，已經擔綱主唱過24部歌劇了。
1987年，正當卡雷拉斯的事業攀上高峰時，他卻被診斷出患上血癌，並據說只有十分之一的生存機會。經過一年多的化療和放射性治療，最終卡氏靠骨髓移植得以痊癒，重回歌劇演唱界。自此，卡雷拉斯更加關注血癌病人的權益。1988年，他成立了何塞·卡雷拉斯國際血癌基金會。自1995年起，他每年都在德國萊比錫為血癌患者舉行慈善音樂會。
1990年羅馬足球世界杯期間，卡氏和帕瓦罗蒂、多明哥舉行了首場「三大男高音演唱會」。原本音樂會是為卡雷拉斯的血癌基金會募款的，也是帕、多二人歡迎卡氏回到舞台的專場。最後，數以億計的人透過各種媒體欣賞了這場音樂會。
2016年2月，宣告展開為期1年的告別演唱會。
另一方面，卡雷拉斯也偶爾出演一些西班牙本地的查瑞拉歌劇，還曾在伯恩斯坦的指揮下，錄製了伯恩斯坦自己所作的音樂劇《西区故事》。

## 其他軼事
在美國電視連續劇《宋飛正傳》中，宋飛和他的朋友記得三大男高音中帕瓦罗蒂和多明哥，但總忘記卡雷拉斯的名字，總以「另外一個（the other guy）」稱代卡氏。另一個角色鮑伯（Bob）則反而視卡氏為偶像，以「其他兩個（those two other guys）」稱呼帕、多二人。
- 卡雷拉斯是巴塞罗那人，支持加泰罗尼亚独立运动。